# 算术

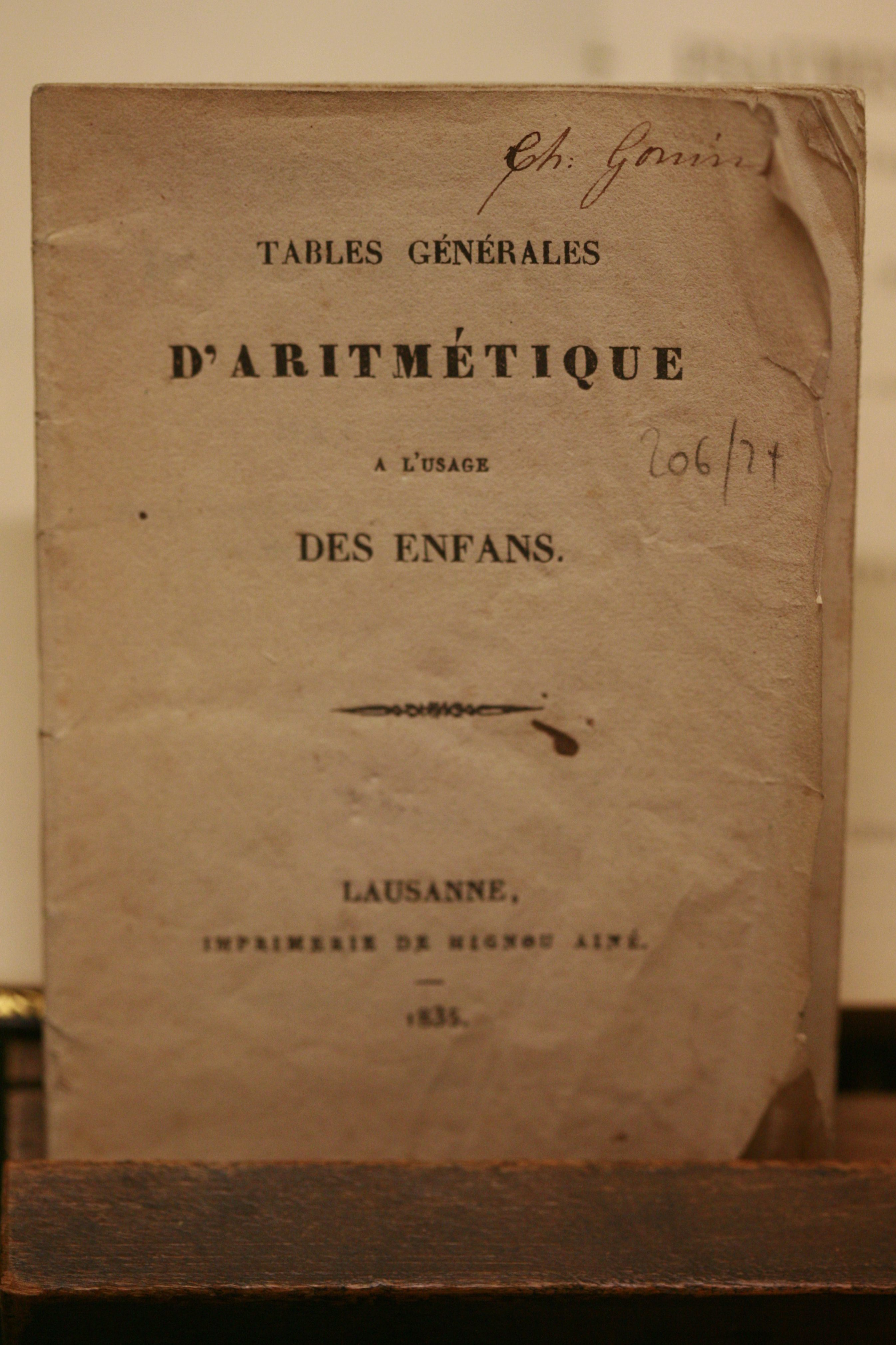
1835年兒童的算術表

算術（英語：arithmetic）是数学最古老且最簡單的一個分支，幾乎被每個人使用著，從日常生活上簡單的算數到高深的科学及工商业計算都會用到。一般而言，算術這一詞指的是記錄數字某些運算基本性質的数学分支。常用的运算有加法、減法、乘法、除法，有时候，更复杂的运算如平方和平方根，也包括在算术运算的范畴内。算术运算要按照特定规则来进行。
自然数、整数、有理数（以分數的形式）和实数（以十进制指数的形式）的运算主要是在小学和中学的时候学习。用百分比形式进行运算也主要是在这个时候学习。然而，在成人中，很多人使用计算器，计算机或者算盘来进行数学计算。
專業数学家有時會使用高等算術來指数论，但這不應該和初等算術相搞混。另外，算術也是初等代數的重要部份之一。

## 十进制计数法
在基数（前十个非负整数0，1，2，......，9）的基础上构建所有实数。一个十进制数由一个基数序列组成，每一位数字的命名取决于其相对于小数点的位置。例如：517.36表示5个100（102），加1个10（101），加7个最小整数单位1（100），加3个0.1（10−1），加6个0.01（10−2）。该计数法的一个要点（也是其实现的难点）是对0与其它基数一视同仁。

## 算術運算
算術運算指加法、減法、乘法和除法，但有時也包括較高級的運算（例如百分比、平方根、取冪和對數)。算術按運算次序進行，只要集合可以進行加減乘除四則運算（除以零除外），而四則運算合乎基本公理，都可稱之為一個域（Field）。

### 加法 (+)
加法是基本算術運算。簡單來說，加法將兩個數字結合，成為一個數字，稱之為「和」。把多于两个数相加，可以视为重复的加法；这个过程称为求和，包括在级数中把无穷多个数相加。1的重复加法是计数的最基本的形式。
加法满足交换律和结合律。加法的单位元是0，也就是说，把任何数加上0都得到相同的数。另外，加法的逆元素就是相反数，也就是说，把任何数加上它的相反数都得出单位元0。例如，7的相反数是(-7)，所以7 + (-7) = 0。

### 減法 (−)
減法是加法的逆运算。减法是求出两个数（被减数和减数）的差。如果被减数大于减数，那么差为正数；如果被减数小于减数，那么差为负数；如果它们相等，那么差为0。
减法既不满足交换律又不满足结合律。由于这个原因，把减法视为被减数和减数的相反数的加法通常是很有帮助的，也就是说，a − b = a + (−b)。当写成加法时，所有加法的性质都成立。

### 乘法 (× 或 ·)
乘法本质上是一组相同数字的重复累加或总和。乘法运算可得出乘数与被乘数（有时被通称为因数）的乘积。
乘法运算（由于其本质是重复累加）具有交换性和结合性；进而，它对加法和减法运算具有分配性。乘法单位元为1，即，用1乘以任意数的结果仍为该数。并且，任意数字的乘法逆元素是其倒数，即，用一个数的倒数乘以该数，其结果为乘法单位：1。

### 除法 (÷ 或 /)
除法是乘法的逆运算。除法运算得到两个数的商＝被除数除以除数。任何被除数被零除是没有定义的。对于正数，如果被除数大于除数，其商大于1，否则商小于1（对于负数和-1有类似的规则）。商乘以除数其结果总是被除数。
除法运算不具有交换性和结合性。正如可以将减法视为加法，除法亦可被视作被除数和除数的倒数之间的乘法运算，即，a ÷ b = a × 1⁄b 。当被写为乘积形式，运算遵循乘法的所有特性。

### 例子
| +  | 1  | 2  | 3  | 4  | 5  | 6  | 7  | 8  | 9  | 10 |
| -- | -- | -- | -- | -- | -- | -- | -- | -- | -- | -- |
| 1  | 2  | 3  | 4  | 5  | 6  | 7  | 8  | 9  | 10 | 11 |
| 2  | 3  | 4  | 5  | 6  | 7  | 8  | 9  | 10 | 11 | 12 |
| 3  | 4  | 5  | 6  | 7  | 8  | 9  | 10 | 11 | 12 | 13 |
| 4  | 5  | 6  | 7  | 8  | 9  | 10 | 11 | 12 | 13 | 14 |
| 5  | 6  | 7  | 8  | 9  | 10 | 11 | 12 | 13 | 14 | 15 |
| 6  | 7  | 8  | 9  | 10 | 11 | 12 | 13 | 14 | 15 | 16 |
| 7  | 8  | 9  | 10 | 11 | 12 | 13 | 14 | 15 | 16 | 17 |
| 8  | 9  | 10 | 11 | 12 | 13 | 14 | 15 | 16 | 17 | 18 |
| 9  | 10 | 11 | 12 | 13 | 14 | 15 | 16 | 17 | 18 | 19 |
| 10 | 11 | 12 | 13 | 14 | 15 | 16 | 17 | 18 | 19 | 20 |

| ×  | 1  | 2  | 3  | 4  | 5  | 6  | 7  | 8  | 9  | 10  |
| -- | -- | -- | -- | -- | -- | -- | -- | -- | -- | --- |
| 1  | 1  | 2  | 3  | 4  | 5  | 6  | 7  | 8  | 9  | 10  |
| 2  | 2  | 4  | 6  | 8  | 10 | 12 | 14 | 16 | 18 | 20  |
| 3  | 3  | 6  | 9  | 12 | 15 | 18 | 21 | 24 | 27 | 30  |
| 4  | 4  | 8  | 12 | 16 | 20 | 24 | 28 | 32 | 36 | 40  |
| 5  | 5  | 10 | 15 | 20 | 25 | 30 | 35 | 40 | 45 | 50  |
| 6  | 6  | 12 | 18 | 24 | 30 | 36 | 42 | 48 | 54 | 60  |
| 7  | 7  | 14 | 21 | 28 | 35 | 42 | 49 | 56 | 63 | 70  |
| 8  | 8  | 16 | 24 | 32 | 40 | 48 | 56 | 64 | 72 | 80  |
| 9  | 9  | 18 | 27 | 36 | 45 | 54 | 63 | 72 | 81 | 90  |
| 10 | 10 | 20 | 30 | 40 | 50 | 60 | 70 | 80 | 90 | 100 |

## 数论
在十九世紀以前，数论（number theory）是算术的同義詞。数论後來演變成研究整數的性質，以及一些有關質數、因數以及變數為整數的方程，例如費馬最後定理。其中一些問題很容易陳述，但問題的本質相當困難，需要用到許多其他數學分支的定理才能證明。
数论中的問題也帶來一些新的數學分支，例如解析數論、代數數論、丟番圖幾何及算术几何。像費馬最後定理就是這類的複雜問題，問題可以用基本的算术來描述，可是其證明遠超過傳統算术的方法。從原始猜想提出到安德魯·懷爾斯證明經過了三百多年的時間，證明中用到代數幾何中的橢圓曲線和模形式，以及伽羅瓦理論和黑克代數等。

## 歷史

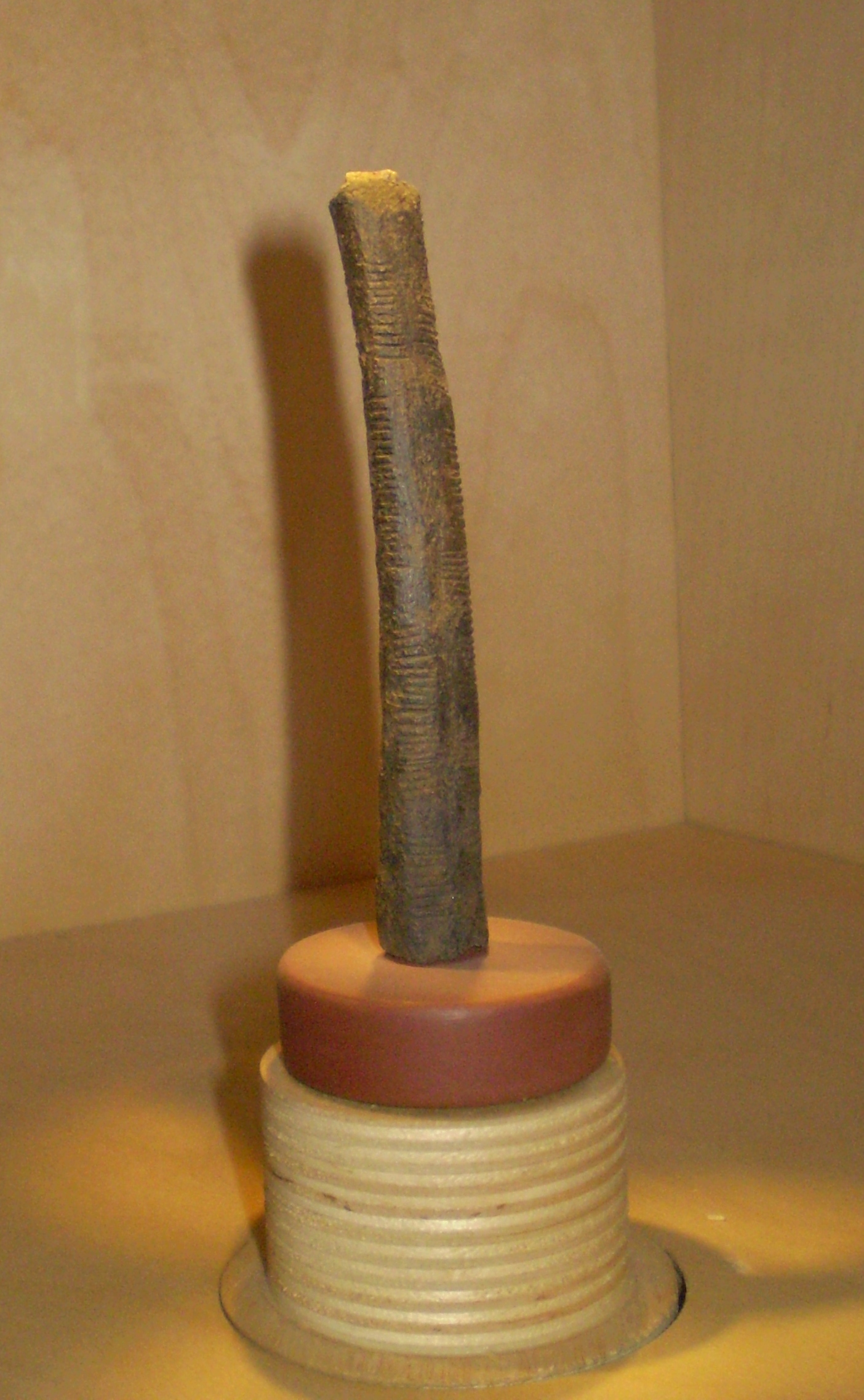
在布鲁塞尔自然科學比利時皇家學院展出的伊尚戈骨

史前時代的算術只能用少部份人造物品來確認當時有加法與減法等明確概念，最著名的一件是在非洲發现的伊尚戈骨头，距今約有兩萬年的時間。
最早的歷史記載埃及人及巴比倫人在西元前二千年就已使用到所有的四則運算。留下來的人造物品不一定能看出求解某一特定問題的方式，但可以看出其使用的记数系统的特徵。像古埃及數字的象形系統，像羅馬數字一様，是由計數符號演變而來。二種系統都是用十进制的數字，但不是採用進位制。複雜的羅馬數字計算需要計數板或羅馬算盤的輔助才能計算結果。
比較清楚的是，巴比倫尼亞在西元前1850年已有關於各方面初等算術的堅實知識，但歷史學家也只能依其算術成果來推斷其使用的方式（例如巴比倫楔形泥版322）。同樣地，乘法和單位分數的運用的可靠演算法也在古埃及的莱因德数学纸草书中被發現，其約在西元前1650年的時期。
早期的记数系统也包括一些非十進制的進位制，例如巴比倫數字的六十进制及玛雅数字的二十进制。因為使用進位制，可以將同一個數字放在不同位置表示不同數值，可以簡化計算，也可以較有效率的進行計算。
西元前六世紀中葉，畢達哥拉斯學派的時代，算術已被視為學問的四種分類（算術、音樂、幾何、天文）中的一類了。但古希臘數學也和許多哲學及神秘的信仰重疊，尼各马可就在《算術簡介》中整理了畢達哥拉斯學派對數字的研究，和其他學科的關係。
阿基米德及丢番图使用的希腊数字是採用進位制，已經和現代的十進制有些接近。古希腊沒有代表零的符號（一直到希臘化時代才加入），當時有三組不同的數字符號，分別表示個位數、十位數及百位數。萬位數則會重覆使用個位數那一組的符號，以此類推。希腊数字的加法算法和現在的相同，乘法算法只和現在的有一點不同，當時開平方根的方法只在學校教授，可能是由阿基米德發明的，他沒有使用希罗提出的佚迭代法，阿基米德作法的好處是在計算後，高位數的數字不會再變化，而且完全平方數（例如7485696）的平方根，可以直接算出是2736。針對有小數的數字，其小數部份會用1/60的各次方和表示0.934，而不是用1/10的各次方和。
古代中國也用類似的進位制，當時也沒有代表零的數字，因此有一組表示個位數的數字，一組表示十位數的數字，百位數則再重複使用表示個位數的那一組數字，以此類推，其符號來自古代的算籌。有關中國開始使用進位制計算的問題相當複雜，但確定是在西元前四百年。
敘利亞的主教Severus Sebokht（650 AD）說 「印度人有一個計算方式是沒有言語足以稱讚的，他的的數學系統或是計算方式中只用到九個符號。」而十二世紀的斐波那契在《計算書》中提到：「印度人的計算方式比任何已知的方式都好，他們的系統用九個符號以及符號0。」
逐漸發展的印度-阿拉伯數字系統是由位值（place-value）及進位制的概念而來，再加上十進制下比較簡單的計算方式，以及表示0的數字。因此可以用此系統以較一致的方式表示很大的數字及很小的數字，這種數字系統最後取代了其他數字系統，在第六世紀早期，印度數學家阿耶波多在著作中使用這樣的數字系統，並且嘗試許多不同的標示方式。第七世紀的婆羅摩笈多將0用來表示一個數字，並且定義此數字和其他數字加減乘除的結果（但不包括除以零）。當時敘利亞主教Severus Sebokht描述此系統是「一種超越任何說明的寶貴方式」。阿拉伯人也學了這種新的方式，稱為hesab。

## 算術教育
小学時的數學通常專注在自然數、整數、有理數、分數和實數（使用十進位法）等算術的演算法。此一學習有時被稱為 algorism。
這種演算法的困難性及無目的性的樣貌已讓教育學家們很長時間地去思考其課程內容，主張早期應該教導較中心且直覺的數學概念。在此一方向上的著名進展為1960年代至1970年代的「新數學運動」，它試圖以集合论中公理化（高等数学的主流）的精神來教導算術。
烏理瑪（伊斯蘭教學者）也用算术來教導有關天課有關的規則。在Abd-al-Fattah-al-Dumyati所著的The Best of Arithmetic中有相關的介紹，從基礎的算術開始，到後面的應用。
當能比人腦更有效地執行運算的電子計算機被發明後，有影響力的學校的教育家們開始聲稱標準算術演化法的機械化熟練已不再是必須的了。在他們的觀點，一年級的數學可以花更多在了解更高等的概念上，如數字被使用來哪裡和數字、數量和度量之間的關係等。但無論如何，許多的數學家依然認為手算的熟練會是學習代数和電腦科學的必要基礎。這一爭論主要集中在加州1990年代國小課程上頭），稱為数学战争，並且延續至今日。
台灣的教育改革在1999年起一度採用引起自北美，強調手算的建構式數學，當時對於算術教育要採「建構式數學」，亦或採中國傳統的「九九乘法表」也有一段的爭議。